# Militärsanitätsanstalt
Militärsanitätsanstalten (MSA) waren Institutionen militärischen Gesundheitswesens, die von der Schweizer Armee u. a. während des Ersten Weltkriegs (Armeesanitätsanstalt) und des Zweiten Weltkriegs an verschiedenen Orten in der Schweiz geführt wurden.
Nach der Truppenordnung von 1938 wurden auf Stufe Armee u. a. vier Militärsanitätsanstalten geschaffen. Die grösste befand sich in Luzern. In dieser wirkten u. a. Otto Veraguth, Hans Brun, Mieczyslaw Minkowski und H. Hössly.
Kommandant der Militärsanitätsanstalt 4 war Oberst Karl Kistler.
Eine «weithin bekannte Militär-Sanitäts-Anstalt (MSA)» befand sich in der Lenk im Simmental.